# Aleksandăr Vărbanov
Aleksandăr Vărbanov (in bulgaro Александър Върбанов?; Novi Pazar, 9 maggio 1964) è un ex sollevatore bulgaro medagliato olimpico e campione mondiale ed europeo che ha gareggiato nella categoria dei pesi medi (fino a 75 kg.).

## Carriera
Aleksandăr Vărbanov è stato uno dei protagonisti della categoria dei pesi medi durante gli anni '80, conquistando titoli mondiali ed europei e realizzando diversi record mondiali.
Nel 1983, all'età di 19 anni, era già ai massimi livelli, vincendo la medaglia d'oro ai Campionati mondiali ed europei di Mosca con 370 kg. nel totale, battendo il sovietico Vladimir Kuznecov (stesso risultato nel totale di Vărbanov) ed il connazionale Zdravko Stoičkov (362,5 kg.).
Nel 1984 Vărbanov vinse la medaglia d'argento ai Campionati europei di Vitoria con 367,5 kg. nel totale, ma non poté partecipare alle Olimpiadi di Los Angeles 1984, dove sarebbe stato uno dei favoriti per il titolo olimpico, a causa del boicottaggio dei Paesi dell'Est europeo.
L'anno successivo vinse la medaglia d'oro ai Campionati europei di Katowice con 360 kg. nel totale, davanti al tedesco orientale Joachim Kunz (350 kg.) ed al sovietico Sergej Li (345 kg.). Qualche mese dopo Vărbanov vinse nuovamente la medaglia d'oro ai Campionati mondiali di Södertälje con 370 kg. nel totale.
Nel 1986 riconfermò l'accoppiata Europei-Mondiali, conquistando il titolo europeo ai Campionati di Karl-Marx-Stadt con 372,5 kg. nel totale ed il titolo mondiale ai Campionati di Sofia con 377,5 kg. nel totale.
L'anno seguente vinse la medaglia d'oro ai Campionati europei di Reims con 370 kg. nel totale, ma dovette accontentarsi della medaglia d'argento ai successivi Campionati mondiali di Ostrava con 365 kg. nel totale, battuto dal connazionale Borislav Gidikov (375 kg.).
Nel 1988 Vărbanov prese parte alle Olimpiadi di Seul, dove, nonostante si presentasse da fresco detentore del record del mondo nel totale (382,5 kg.), rimase ben al di sotto dei suoi standard prestativi e non andò oltre la medaglia di bronzo con 357,5 kg. nel totale, alle spalle di Gidikov (375 kg.) e del tedesco orientale Ingo Steinhöfel (360 kg.).
Nel 1989 Vărbanov ottenne la medaglia d'argento con 350 kg. nel totale ai Campionati europei di Atene, mentre si posizionò al 4º posto finale nella contestuale classifica valida per il Campionato mondiale di Atene 1989. Fu questa la sua ultima competizione internazionale.
Continuò a gareggiare per un club tedesco in competizioni minori fino alla fine del 1995, ponendo poi fine alla sua carriera di sollevatore.
Si dedicò in seguito all'attività di allenatore di sollevamento pesi, prima nel suo Paese poi emigrando in Canada, dove fondò a Toronto una propria scuola di sollevamento pesi, la Varbanov School of Weightlifting, allenando anche suo figlio Nikolay.
Nel corso della sua carriera di sollevatore Aleksandăr Vărbanov realizzò dieci record mondiali, di cui sette nella prova di slancio e tre nel totale.